# Obersdorf (Sangerhausen)
Obersdorf ist ein Ortsteil der Stadt Sangerhausen im Land Sachsen-Anhalt.

## Geographie
Obersdorf liegt im Südharz nördlich von Sangerhausen im Tal der Gonna.

## Geschichte
Die erste urkundliche Erwähnung erfolgte im Jahr 899 als Tharabesdorpf. Im Ort war ein Rittergut ansässig, aus dem 1719 ein Kammergut und nach 1815 eine Domäne wurde.
Bis 2005 war Obersdorf eine politisch eigenständige Gemeinde. Am 1. Oktober 2005 wurde sie nach Sangerhausen eingemeindet.

## Religion

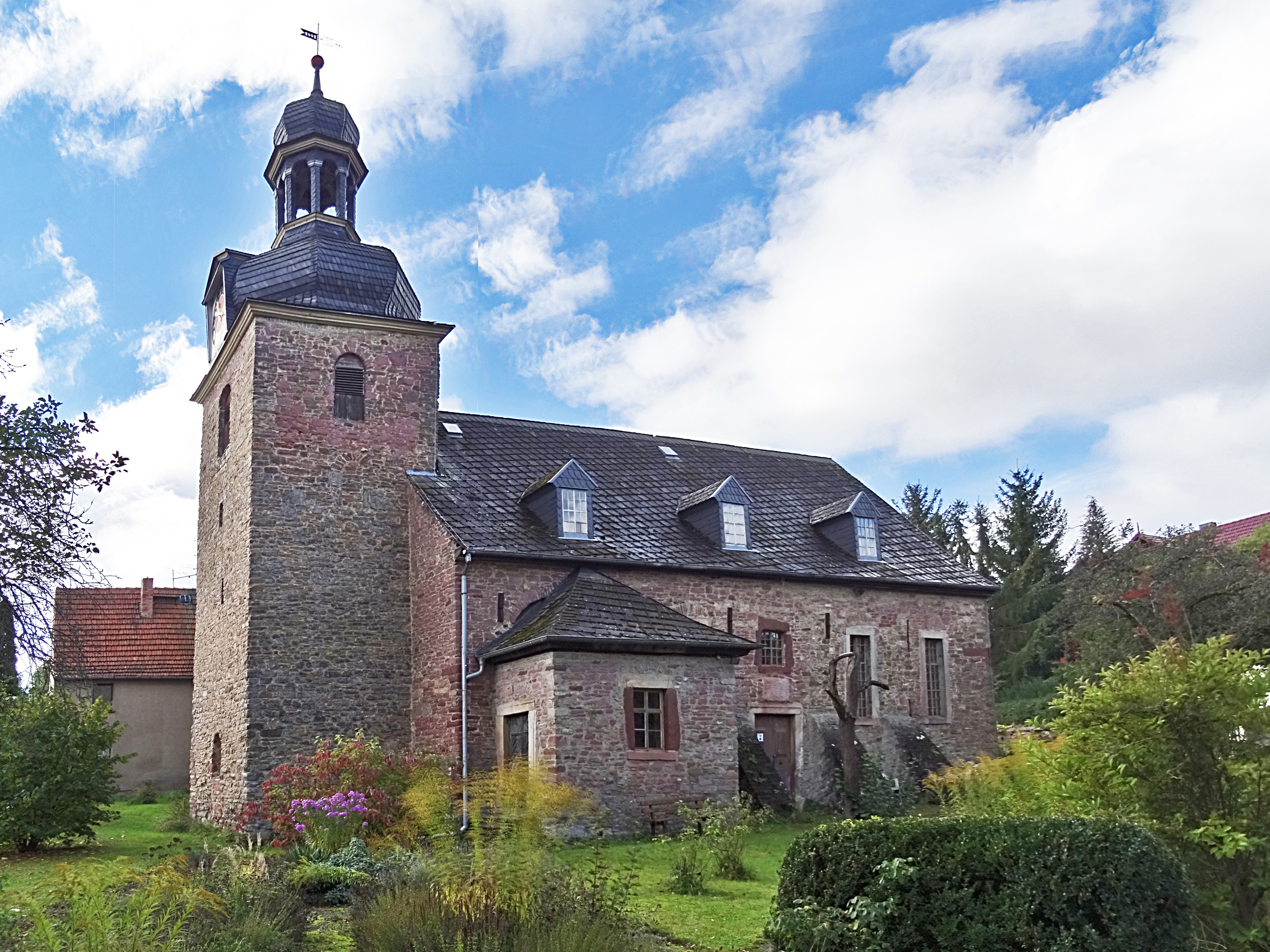
Dorfkirche

Ein zentrales Bauwerk ist die in den Jahren von 1727 bis 1729 im Stil des Barock erbaute Kirche. Von der damals erbauten Kirche blieb lediglich der Turm erhalten, dessen heutige Kuppel aus dem Jahre 1826 stammt.
Etwa 12 % der Einwohner von Obersdorf sind evangelisch-lutherisch; die Dorfkirche Obersdorf, in der monatlich ein Gottesdienst stattfindet, gehört zur Kirchengemeinde Obersdorf im Kirchspiel Gonna-Leinetal, das dem Kirchenkreis Eisleben-Sömmerda der Evangelischen Kirche in Mitteldeutschland zugeordnet ist. Auf katholischer Seite gehört Obersdorf zum Bistum Magdeburg und dort zur Pfarrei St. Jutta mit Sitz in Sangerhausen; deren Pfarrkirche, die Herz-Jesu-Kirche, ist die nächstgelegene katholische Kirche.

## Politik
Am 1. Juli 2014 wurde Ingo Horlbog erstmals zum Ortsbürgermeister gewählt.
Am 1. Juli 2024 löste Katja Wonde Ingo Horlbog als Ortsbürgermeisterin ab.

## Bildung
- Kindertagesstätte „Wichtelhaus“
- Grundschule Obersdorf (Schließung Juli 2013)

## Verkehr
Der öffentliche Personennahverkehr wird durch den TaktBus des Bahn-Bus-Landesnetz Sachsen-Anhalt erbracht. Folgende Verbindung führt durch Obersdorf:
- Linie 460: Sangerhausen ↔ Obersdorf ↔ Grillenberg ↔ Wippra ↔ Königerode ↔ Harzgerode

Die Bundesautobahn 38, die von Halle (Saale) nach Göttingen führt, liegt südlich von Obersdorf.

## Kultur
Obersdorf hat sechs, in der Liste der Kulturdenkmale in Sangerhausen eingetragene Kulturdenkmale. Darunter ist die Dorfkirche und auch die Burgruine Grillenburg, die, obwohl sie unmittelbar neben dem Ort Grillenberg liegt, geografisch zum 2 km entfernten Obersdorf gehört.